# Porto di Stettino
 Il porto di Stettino (in polacco Port Szczecin) è un porto situato a Stettino, in Polonia. Si trova sui fiumi Oder e Regalica, nella bassa valle dell'Oder, al largo della laguna di Stettino. In passato il porto comprendeva l'ormai inattivo cantiere navale di Stettino. All'interno dell'area portuale è stata designata una zona franca.
Nel 2022 il traffico merci nel porto marittimo è stato pari a 11.208.700 tonnellate, pari al 9,4% di tutto il traffico merci dei porti polacchi e il porto è stato visitato da 3.173 navi con stazza lorda superiore a 100.
I porti di Stettino e Świnoujście sono gestiti da un'unica autorità, creando il porto di Stettino-Świnoujście, il sesto più grande complesso portuale del Mar Baltico.

## Storia

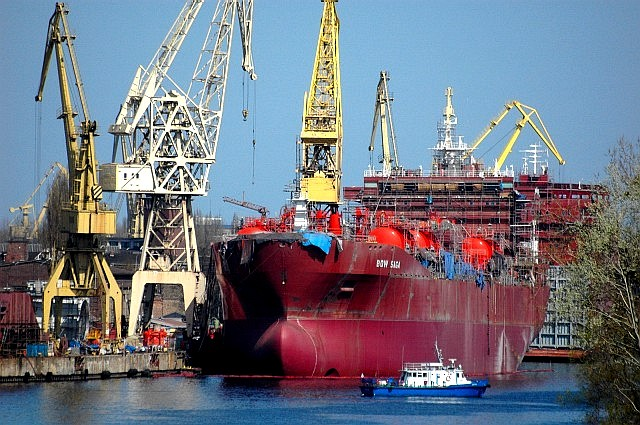
Cantiere navale di Stettino (2007)

Con il trattato di Versailles la navigazione sull'Oder divenne soggetta agli accordi internazionali e, in base agli articoli 363 e 364, la Cecoslovacchia aveva il diritto di prendere in affitto a Stettino il proprio bacino portuale, allora chiamato Tschechoslowakische Zone im Hafen Stettin (Zona cecoslovacca nel porto di Stettino).
Il contratto di locazione tra Cecoslovacchia e Germania, supervisionato dal Regno Unito, fu firmato il 16 febbraio 1929 e sarebbe terminato nel 2028; tuttavia, dopo il 1945 la Cecoslovacchia non riutilizzò questa posizione giuridica, che di fatto venne abolita nel 1938/1939. Un contratto di locazione simile è ancora in vigore per il porto Moldauhafen di Amburgo fino al 2028.
Nel 1945, dopo la cattura sovietica della città tedesca e la sua conseguente consegna alla Polonia il 5 luglio 1945, il porto rimase sotto il controllo sovietico e solo nel 1955 la Polonia ottenne il controllo completo sul porto. L'Armata Rossa utilizzava il porto per gestire quasi tutto il traffico marittimo contenente bottini di guerra dalla zona di occupazione sovietica della Germania verso l'Unione Sovietica, poiché i porti della Germania centrale erano molto più danneggiati del porto di Stettino. In particolare, nella zona di Stettino, parti degli stabilimenti di produzione della carta di Stolzenhagen (oggi: Stołczyn) e Scholwin (oggi: Skolwin), nonché lo stabilimento di produzione di veicoli Stoewer, furono smantellati e trasportati attraverso il porto. Nel luglio 1945 nel porto lavoravano 22.000 lavoratori forzati tedeschi. Anche in seguito gli specialisti tedeschi che lavoravano nel porto furono esentati dal provvedimento di espulsione dei tedeschi dalla Polonia. Il motivo era che, poiché la Polonia tra le due guerre possedeva solo una costa molto corta, non c'erano abbastanza specialisti portuali polacchi per gestire il porto.